# Ryan Ellis
Ryan Ellis (* 3. Januar 1991 in Hamilton, Ontario) ist ein ehemaliger kanadischer Eishockeyspieler. Der Verteidiger bestritt zwischen 2011 und 2021 über 500 Partien in der National Hockey League (NHL). Diese absolvierte er fast ausschließlich für die Nashville Predators, die ihn im NHL Entry Draft 2009 an elfter Position ausgewählt hatten. Mit dem Team erreichte er in den Playoffs 2017 das Stanley-Cup-Finale. Anschließend lief er kurzzeitig für die Philadelphia Flyers auf, bevor er seine Karriere verletzungsbedingt beenden musste.
Auf internationaler Ebene erspielte sich Ellis zusammen mit der kanadischen Nationalmannschaft unter anderem bei der U20-Junioren-Weltmeisterschaft 2009 und bei der Herren-Weltmeisterschaft 2016 die Goldmedaille. Er ist mit 25 bei U20-Junioren-Weltmeisterschaften erzielten Scorerpunkten erfolgreichster Abwehrspieler aller Zeiten; teamintern belegt er in dieser Kategorie hinter den Stürmern Eric Lindros (31) und Jordan Eberle (26) den dritten Platz.

## Karriere

### Ontario Hockey League (2007–2011)
Ryan Ellis begann im Alter von vier Jahren bei den Belmont Bombers mit dem Eishockeyspielen und spielte fortan für verschiedene Kinder- und Jugendteams aus der kanadischen Provinz Ontario. Zu seinen größten Erfolgen aus dieser Zeit zählen regionale Turniersiege, als er für Teams aus Mississauga aktiv war. 2007 stand er für die Cambridge Hawks auf dem Eis und gewann mit seinem Team die Ontario Alliance Championship. Anschließend wurde er bei der Priority Selection der Ontario Hockey League (OHL) in der zweiten Runde an insgesamt 22. Position von den Windsor Spitfires ausgewählt. Ellis entschied sich für einen Wechsel in die OHL und erzielte in seiner Rookie-Saison während der regulären Saison 63 Scorerpunkte in ebenso vielen Spielen. In den anschließenden Play-offs schieden die Spitfires in der ersten Runde gegen die Sarnia Sting aus, Ellis erzielte in den fünf Partien fünf Punkte. Im Anschluss an die OHL-Saison 2007/08 wurde Ellis zusammen mit Teamkollege Taylor Hall sowohl für das OHL- als auch das Canadian Hockey League All-Rookie-Team nominiert. In Anerkennung seiner spielerischen und schulischen Leistungen erhielt er zusätzlich die Bobby Smith Trophy.

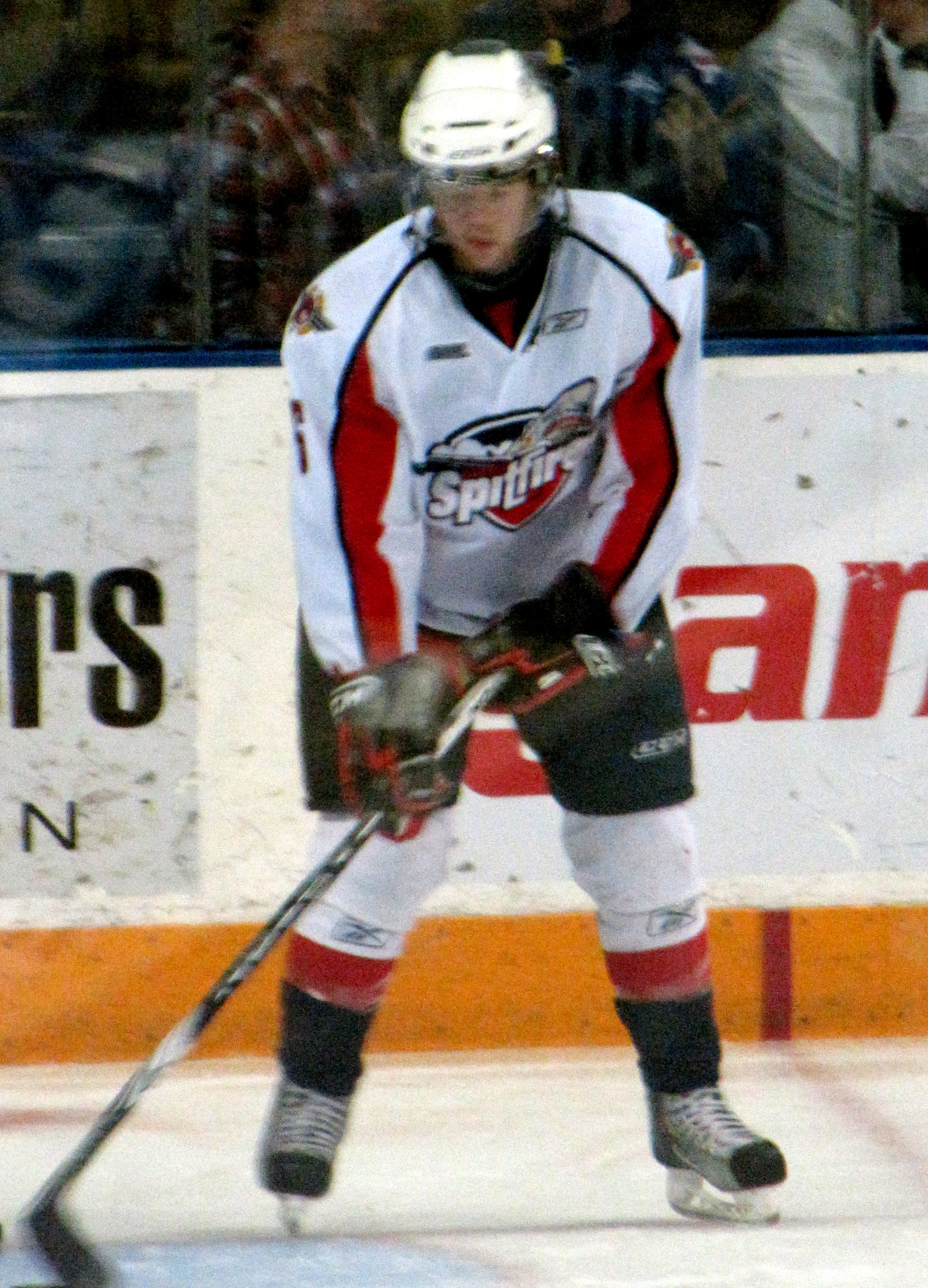
Ryan Ellis im Trikot der Windsor Spitfires (2010).

In seiner zweiten Spielzeit in der Ontario Hockey League wurde der Kanadier drei Mal zum Abwehrspieler des Monats ernannt. Während dieser Saison wurde er zudem zum OHL All-Star-Classic und in das CHL Top Prospects Game eingeladen. Er beendete die reguläre Saison als punktbester Verteidiger der Liga, teamintern war nur Stürmer Taylor Hall mit einem Punkt mehr erfolgreicher. Ellis wurde mit der Max Kaminsky Trophy ausgezeichnet, die jährlich an den besten Abwehrspieler der Ontario Hockey League vergeben wird. Bei der Wahl setzte er sich gegen P. K. Subban und Cameron Gaunce durch.
Die Windsor Spitfires qualifizierten sich als bestplatziertes Team der Western Conference für die OHL-Play-offs 2009. Das Team gewann nach Siegen gegen die Owen Sound Attack, Plymouth Whalers, London Knights und die Brampton Battalion als Meister der Ontario Hockey League den J. Ross Robertson Cup. Zusätzlich qualifizierte sich die Mannschaft damit für den Memorial Cup 2009. Ryan Ellis absolvierte 20 Play-off-Partien und erzielte dabei 31 Scorerpunkte. Beim Turnier um den Memorial Cup spielten sich die Spitfires bis ins Finale, dort setzten sie sich gegen das Western-Hockey-League-Team Kelowna Rockets durch. Ellis wurde im Anschluss an diesen Wettbewerb in das All-Star-Team des Turniers gewählt.
Vor dem anstehenden NHL Entry Draft, einer jährlichen Veranstaltung, bei der sich Mannschaften der National Hockey League die Rechte an hoffnungsvollen Nachwuchsspielern sichern können, wurde der Kanadier als 16. bester nordamerikanischer Nachwuchsspieler bewertet. Während des Drafts wurde Ellis in der ersten Runde an insgesamt elfter Position von den Nashville Predators ausgewählt. Ellis nahm im Anschluss am Trainingslager der Predators teil, verletzte sich dort aber am Handgelenk und wurde zurück zu den Spitfires geschickt. Wenig später unterschrieb er bei den Predators einen Einstiegsvertrag über drei Jahre.
Auf Grund der in der Saisonvorbereitung erlittenen Verletzung fehlte er den Windsor Spitfires an den ersten zehn Spieltagen der OHL-Saison 2009/10. Insgesamt absolvierte der Verteidiger 48 Spiele in der regulären Saison. Die Spitfires belegten erneut den ersten Platz der Western Conference und verteidigten erfolgreich den Meistertitel der Ontario Hockey League. In den Play-offs war Ellis dabei hinter Taylor Hall zweitbester Punktesammler der Liga. Beim Memorial Cup 2010 blieben die Windsor Spitfires ohne Niederlage und gewannen ihren zweiten Memorial Cup in Folge.
Ellis nahm vor Beginn der Spielzeit 2010/11 erneut an Nashvilles Trainingslager teil, wurde jedoch nicht für das NHL-Team nominiert und kehrte für seine letzte Junioren-Saison nach Windsor zurück. Dort wurde er zum Mannschaftskapitän der Spitfires ernannt. Im November 2010 wurde Ellis zum OHL-Verteidiger des Monats gewählt, nachdem er in den zehn Spielen dieses Monats 17 Scorerpunkte erzielte. Im selben Monat gelang ihm zudem sein insgesamt 230. Scorerpunkt, womit er Joel Quenneville als Windsors punktbesten Verteidiger aller Zeiten überholte. Am 25. Februar 2011 erzielte der Abwehrspieler bei einer Partie der Spitfires gegen die Sault Ste. Marie Greyhounds drei Torvorlagen, dabei erzielte er seinen 300. Punkt in der OHL. Ellis wurde nach Denis Potvin und Rick Corriveau der dritte Verteidiger in der Geschichte der Ontario Hockey League, der mehr als 300 Scorerpunkte in der Liga erreichte. Ryan Ellis beendete die reguläre Saison 2010/11 mit 101 Punkten und wurde als wertvollster Spieler der OHL mit der Red Tilson Trophy geehrt. In den anschließenden Play-offs schieden die Windsor Spitfires im Western-Conference-Finale gegen die Owen Sound Attack aus. Ryan Ellis wurde im Anschluss von der Canadian Hockey League sowohl als bester Verteidiger mit dem CHL Defenceman of the Year Award als auch als Spieler des Jahres mit dem CHL Player of the Year Award ausgezeichnet.

### Karriere als Profispieler (2011–2021)
Nach dem Play-off-Aus der Windsor Spitfires in der Ontario Hockey League wurde Ryan Ellis am 29. April 2011 vom Farmteam der Nashville Predators, den Milwaukee Admirals aus der American Hockey League, mittels eines sogenannten Amateur-Tryouts (ATO) unter Vertrag genommen. Die Admirals standen im Halbfinale der Western Conference und trafen dort auf die Houston Aeros. Milwaukee unterlag den Aeros in der Best-of-Seven-Serie mit 3:4-Spielen, Ellis kam in allen Partien zum Einsatz und erzielte ein Tor sowie eine Torvorlage. In der folgenden Saison etablierte Ellis sich als Stammspieler der Admirals und erzielte in den ersten 29 Spielen der AHL-Spielzeit 2011/12 18 Scorerpunkte. Am 26. Dezember 2011 wurde Ryan Ellis von den Nashville Predators in den NHL-Kader beordert. Er debütierte noch am selben Tag bei Nashvilles Heimspiel gegen die Detroit Red Wings in der National Hockey League. Seinen ersten Punkt erzielte er am 7. Januar 2012, im selben Spiel gelang ihm gegen Torwart Justin Peters von den Carolina Hurricanes auch sein erstes Tor. Während der reguläre Spielbetrieb der NHL im Zuge des 59. All-Star-Games pausierte, nahm er an dem am selben Tag stattfinden All-Star-Spiels der American Hockey League teil. Insgesamt absolvierte der Defensivakteur in der Hauptrunde der Saison 2011/12 32 NHL-Partien; darüber hinaus kam er in drei Play-off-Spielen für die Nashville Predators zum Einsatz.
In der Saison 2016/17 erreichte Ellis mit den Predators das Stanley-Cup-Finale, unterlag dort jedoch den Pittsburgh Penguins. Im August 2018 unterzeichnete er einen neuen Achtjahresvertrag in Nashville, der ihm ein durchschnittliches Jahresgehalt von 6,25 Millionen US-Dollar einbringen soll.
Im Juli 2021 wurde Ellis nach zehn Jahren in Nashville an die Philadelphia Flyers abgegeben, die im Gegenzug Nolan Patrick und Philippe Myers nach Nashville schickten. Patrick wurde dabei im Tausch für Cody Glass prompt weiter zu den Vegas Golden Knights transferiert. Von der folgenden Saison 2021/22 verpasste Ellis jedoch den Großteil verletzungsbedingt. Im September 2022 gaben die Flyers bekannt, dass er voraussichtlich auch die gesamte Spielzeit 2022/23 ausfallen wird und dass die Verletzung, ein Riss des Musculus psoas major, möglicherweise das Ende seiner aktiven Karriere bedeuten könnte. Dies bestätigt sich in weiterer Folge, so bestritt Ellis kein Pflichtspiel mehr, während ein offizielles Karriereende bisher nicht verkündet wurde. Insgesamt hatte er in der NHL 566 Spiele bestritten und dabei 275 Punkte verzeichnet.

### International

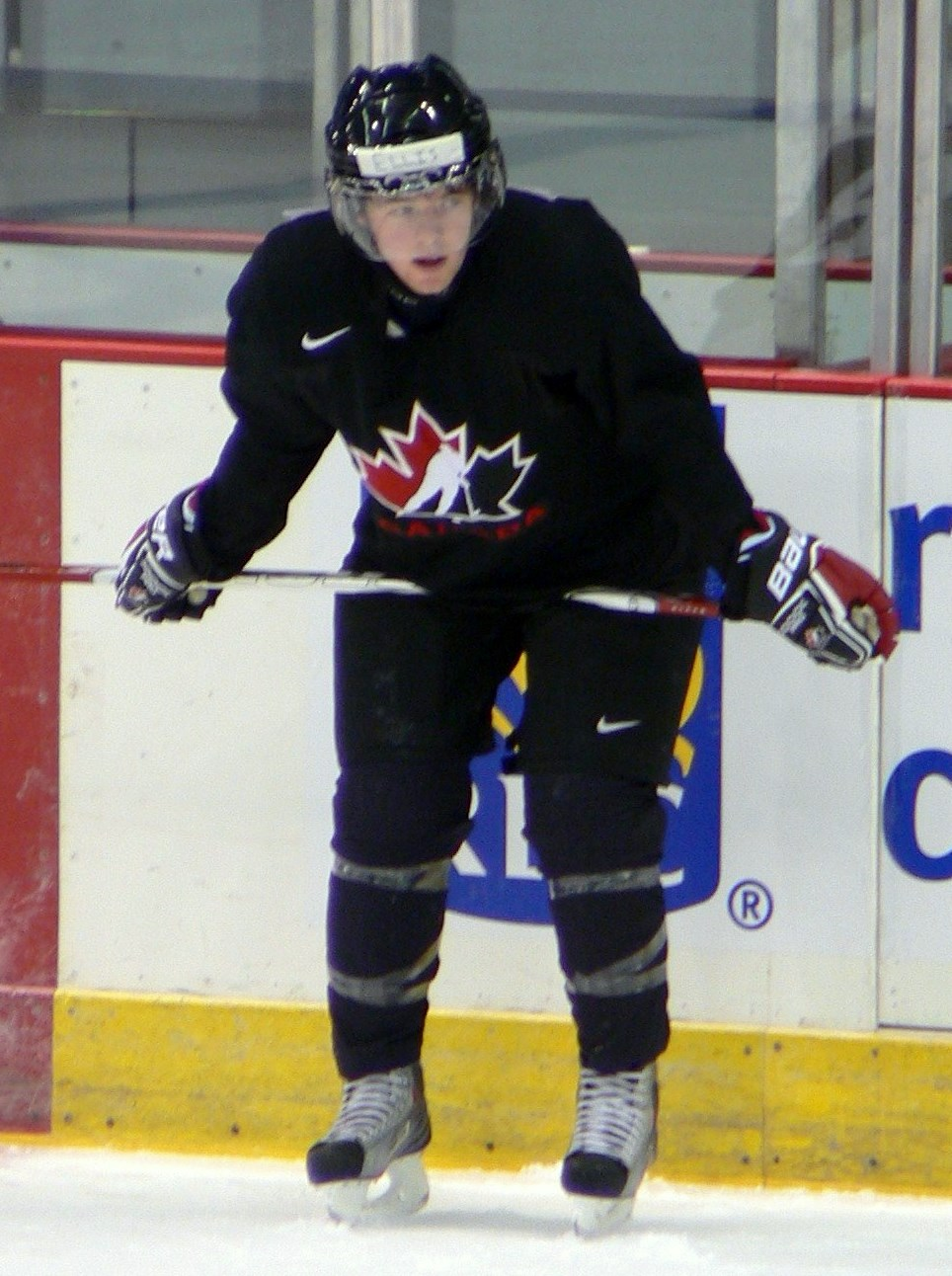
Ellis im Trainingsdress der kanadischen Nationalmannschaft (2009)

Seinen ersten Einsatz für den Dachverband Hockey Canada hatte Ryan Ellis während der World U-17 Hockey Challenge 2008, bei der er für das Team der Provinz Ontario aufs Eis ging. Ontario blieb während des gesamten Turnierverlaufs ohne Niederlage und gewann nach einem Sieg im Finalspiel gegen die Auswahl der US-amerikanischen Auswahl die Goldmedaille. Ellis erzielte in sechs Spielen neun Scorerpunkte und war damit hinter Matt Duchene zweitbester Punktesammler des Team Ontario. Zusätzlich wurde er in das All-Star-Team des Turniers gewählt.

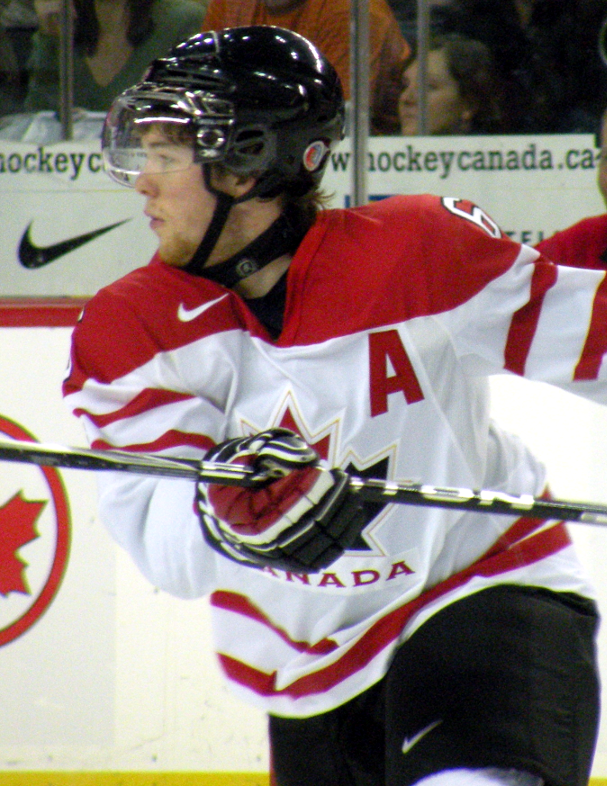
Ellis im Trikot der kanadischen Nationalmannschaft mit dem ‚A‘ zur Kennzeichnung als Assistenzkapitän (2009).

Sein Heimatland vertrat er erstmals mit der kanadischen Nationalmannschaft bei der U18-Junioren-Weltmeisterschaft 2008. Die Kanadier gewannen bei diesem Turnier nach einem Finalsieg gegen die russische Mannschaft die Goldmedaille. Ellis war mit sieben erzielten Scorerpunkten erfolgreichster Verteidiger des Turniers. Beim Ivan Hlinka Memorial Tournament 2008 wenige Monate darauf wiederholte er diesen Erfolg, zudem belegte er mit seinem Team erneut nach einem Finalsieg gegen die Russen den ersten Platz.
Auf Grund dieser Leistungen wurde Ellis bereits im Alter von 17 Jahren bei der U20-Junioren-Weltmeisterschaft 2009 eingesetzt. Bei diesem Turnier gewann er seine vierte Goldmedaille im Juniorenbereich, nachdem die Kanadier im Finale die schwedische Nationalmannschaft bezwangen. Bei der U20-Weltmeisterschaft im Jahr darauf errang die kanadische Nationalmannschaft nach einer Finalniederlage gegen die US-amerikanische Auswahl die Silbermedaille. Ellis wurde auch für die U20-Weltmeisterschaft 2011 nominiert, womit er der siebte Spieler in der Geschichte des kanadischen Eishockeyverbands wurde, der an drei U20-Junioren-Weltmeisterschaften teilnahm. Für das Turnier 2011 wurde er zudem zum Kapitän seiner Mannschaft ernannt. Die Kanadier erreichten erneut das Finale, in dem sie der russischen Mannschaft unterlagen. Ellis wurde im Anschluss zum besten Verteidiger des Turniers gewählt sowie in das All-Star-Team berufen.
Der Verteidiger ist mit 25 bei U20-Junioren-Weltmeisterschaften erzielten Scorerpunkten erfolgreichster Abwehrspieler aller Zeiten. Teamintern belegt er in dieser Kategorie hinter den Stürmern Eric Lindros, der zwischen 1990 und 1992 31 Punkte erzielte, sowie Jordan Eberle (26 Punkte) den dritten Platz. Seine 20 erzielten Torvorlagen sind vor Lindros’ 19 alleiniger Rekord.
Für die A-Nationalmannschaft Kanadas debütierte Ellis bei der Weltmeisterschaft 2014, bei der das Team den fünften Platz belegte. Zwei Jahre später, bei der WM 2016, wurde er dann mit dem Team Canada Weltmeister, wobei er durch die Playoff-Teilnahme mit den Predators verspätet zum Team stieß und somit insgesamt fünf Spiele absolvierte.

## Karrierestatistik

### International
Vertrat Kanada bei:
| - World U-17 Hockey Challenge 2008 - U18-Junioren-Weltmeisterschaft 2008 - Ivan Hlinka Memorial Tournament 2008 - U20-Junioren-Weltmeisterschaft 2009 | - U20-Junioren-Weltmeisterschaft 2010 - U20-Junioren-Weltmeisterschaft 2011 - Weltmeisterschaft 2014 - Weltmeisterschaft 2016 |

(Legende zur Spielerstatistik: Sp oder GP = absolvierte Spiele; T oder G = erzielte Tore; V oder A = erzielte Assists; Pkt oder Pts = erzielte Scorerpunkte; SM oder PIM = erhaltene Strafminuten; +/− = Plus/Minus-Bilanz; PP = erzielte Überzahltore; SH = erzielte Unterzahltore; GW = erzielte Siegtore; 1 Play-downs/Relegation; Kursiv: Statistik nicht vollständig)

## Spielstil
Ryan Ellis ist ein Offensiv-Verteidiger, der die Fähigkeit hat, das Spiel aus der Defensive heraus schnell zu machen. Außerdem zeichnet er sich durch präzises Passspiel, einen harten Schuss sowie eine gute Puckbehandlung aus. Dadurch wird ihm besonders während Überzahl-Situationen viel Zeit auf dem Eis zugesprochen. Positiv erwähnt werden neben seinen offensiven Fähigkeiten auch seine Defensivarbeit sowie seine Einsatzbereitschaft und Führungsqualitäten. Als Ellis’ größter Nachteil gilt seine mit 178 cm vergleichsweise geringe Körpergröße, die laut Aussage einiger Kritiker einer professionellen Karriere im Weg stehen würde und ihm an einer höheren Draftposition hinderte sowie seine spielerischen Fähigkeiten überschatte. Unterstützung ob seiner Körpergröße bekam Ellis unter anderem von Hockey-Hall-of-Fame-Mitglied Bobby Orr.

## Privates
Ryan Ellis wuchs in der zur Stadt Hamilton gehörenden Gemeinde Freelton in der kanadischen Provinz Ontario auf. Er hat eine Schwester, Erica. Als Heranwachsender favorisierte er die Toronto Maple Leafs; sein Lieblingsspieler war Kris Russell. Während seiner Zeit bei den Windsor Spitfires besuchte er die St. Anne Catholic High School. Ellis war ein guter Schüler, der im April 2008 für seine akademischen Leistungen von der Ontario Hockey League mit der Bobby Smith Trophy geehrt wurde. Im Februar 2010 wurde er als Sportler des Jahres 2009 der Golden-Horseshoe-Region ausgezeichnet. Bei der Wahl setzte er sich gegen den Quarterback Danny Brannagan sowie den Marathonläufer Reid Coolseat durch.

## Erfolge und Auszeichnungen

### Ontario Hockey League
| - 2008 OHL All-Rookie-Team - 2008 Bobby Smith Trophy - 2008 OHL-Verteidiger des Monats Oktober - 2009 OHL-Verteidiger des Monats Februar - 2009 OHL-Verteidiger des Monats März - 2009 OHL First All-Star-Team - 2009 J.-Ross-Robertson-Cup-Gewinn mit den Windsor Spitfires - 2009 Max Kaminsky Trophy - 2010 OHL Second All-Star-Team - 2010 J.-Ross-Robertson-Cup-Gewinn mit den Windsor Spitfires | - 2010 OHL-Verteidiger des Monats November - 2011 OHL-Verteidiger des Monats Januar - 2011 OHL-Spieler des Monats Februar - 2011 OHL-Verteidiger des Monats Februar - 2011 OHL-Spieler des Monats März - 2011 OHL-Verteidiger des Monats März - 2011 OHL First All-Star-Team - 2011 Max Kaminsky Trophy - 2011 Red Tilson Trophy - 2011 Mickey Renaud Captain’s Trophy |

### Canadian Hockey League
| - 2008 CHL All-Rookie-Team - 2009 CHL Top Prospects Game - 2009 Memorial-Cup-Gewinn mit den Windsor Spitfires - 2009 Memorial Cup All-Star-Team | - 2010 Memorial-Cup-Gewinn mit den Windsor Spitfires - 2011 CHL Defenceman of the Year - 2011 CHL Player of the Year |

### Als Profispieler
- 2012 AHL All-Star Classic

### International
| - 2008 Goldmedaille bei der World U-17 Hockey Challenge - 2008 All-Star-Team der World U-17 Hockey Challenge - 2008 Goldmedaille bei der U18-Junioren-Weltmeisterschaft - 2008 Goldmedaille beim Ivan Hlinka Memorial Tournament - 2009 Goldmedaille bei der U20-Junioren-Weltmeisterschaft | - 2010 Silbermedaille bei der U20-Junioren-Weltmeisterschaft - 2011 Silbermedaille bei der U20-Junioren-Weltmeisterschaft - 2011 Bester Verteidiger der U20-Junioren-Weltmeisterschaft - 2011 All-Star-Team der U20-Junioren-Weltmeisterschaft - 2016 Goldmedaille bei der Weltmeisterschaft |